# ビューラ・ボンディ
ビューラ・ボンディ（Beulah Bondi、1889年5月3日 - 1981年1月11日）は、アメリカ合衆国の女優。ボーラ・ボンディと表記されることもある。

## 出演作品
- 真夜中の侵入者／亡霊は誰を待つ?
- 避暑地の出来事（1959年）
- 金髪の悪魔
- 地獄の翼
- 栄光の星の下に
- アリゾナのバロン
- 秘密指令（恐怖時代）
- 泣き笑い人生
- 素晴らしき哉、人生!（1946年）
- 世界の母
- バターンを奪回せよ（1945年）･･･バーサ・バーンズ
- 愛のあけぼの
- 桃色の旅行鞄
- 丘の羊飼い
- 我が道は遠けれど
- 愛のアルバム（1941年）
- 我等の町（1940年）
- スミス都へ行く（1939年）
- 青い制服
- モーガン先生のロマンス
- 黄昏
- 明日は来らず（1937年）
- 豪華一代娘（1936年）･･･レイチェル・ジャクソン
- 丘の一本松（1936年）
- お人好しの仙女
- 南風（1933年）
- 雨（1932年）
- 街の風景
- ラインの監視（1943年）
- 南部の人（1945年）
- 蛇の穴（1948年）
- わが心にかくも愛しき（1948年）